# مانون لويد
مانون لويد (بالإنجليزية: Manon Lloyd)‏ هي دراجة بريطانية، ولدت في 5 نوفمبر 1996 في كارماذن ‏ في المملكة المتحدة.

## وصلات خارجية
- مانون لويد على موقع الاتحاد الدولي للدراجات (الإنجليزية)
- مانون لويد على موقع أرشيف الدراجات (الإنجليزية)
- مانون لويد على موقع إحصائيات الدراجات الإحترافية (الإنجليزية)
- مانون لويد على موقع نسبة الدراجات (الإنجليزية)